# アゲイン (漫画)
『アゲイン』は、楳図かずおによる日本のギャグ漫画。『週刊少年サンデー』（小学館）1970年43号から1972年5号まで連載された。

## 物語
沢田元太郎は65歳。隠居生活を送っている。同居する家族たちから疎んじられ「ひたすら年をとってなにがあったというのじゃ」と嘆き、「もう一度若いころにかえりたい」と切望する。そんなとき、町内の薬剤師の美寿子が若返りの薬「アゲイン」を作ることに成功。「アゲイン」を風邪薬と間違えて服用した元太郎は一夜にして15～16歳の少年に若返り、溌溂たる体力と気力を取り戻す。喜び勇んだ元太郎は地元の夕陽ヶ丘高校に入学する。だが、大活躍の最中に若返りの薬の効果が切れそうになり・・・。

## 「まことちゃん」との関係
楳図の代表作のひとつ『まことちゃん』は、本作品のスピンオフとして誕生したもので、後述以外のセミレギュラーキャラも一部登場している。『まことちゃん』の第1作は『アゲイン』連載中、『週刊少年サンデー』1971年夏休み増刊号に読み切り作品として発表されている。

## 登場人物

### 沢田家
沢田元太郎
本作品の主人公。若い頃は仕事一筋の大工だったが、梁から転落する事故に遭い、1ヶ月ほど療養したのをきっかけに引退。薬の力で若返ってからは、かつて自分を疎んじていた家族たちを相手取って大暴れを繰り広げる。
沢田タツ
元太郎の妻。
沢田英一
元太郎の息子。妻の尻に敷かれる優柔不断な男。
沢田貴世子
英一の妻。河内出身。元太郎を老人ホームに送るか別居することを英一に要求。
沢田美香
英一・貴世子夫妻の長女。小学生。「おじいちゃんたら年よりのにおいがする」と言って元太郎を嫌っている。
沢田まこと
英一・貴世子夫妻の長男。美香の弟。幼稚園児。元太郎が若返ってからは元太郎と共に暴れ回る。

### その他
美寿子
町内の漢方薬局「だるま堂」の娘で、薬剤師。中年の独身女性。世間でブス子と呼ばれることに激しく憤りを感じている。極秘裏に若返りの妙薬の調合研究を重ね、偶然の事故から「アゲイン」を完成するが、自分では飲む機会がない。毒蝮三太夫と堺正章の熱狂的なファン。
天宮有紀
元太郎がタツと結婚する前の恋人。かつて元太郎が建てた家の一人娘。嫁ぎ先から離縁され、病の床に臥せって暮らしている。
天宮有紀
上記同名人の孫。祖母とは似ても似つかぬお転婆な性格。ミス夕陽ヶ丘高校と呼ばれる一方、学業やスポーツでも抜きん出た男勝りの存在だが、蔭では大人の男たちを騙して結婚詐欺まがいの行為を繰り返している。
沢田ゆたか（フクスケ）
夕陽ヶ丘高校1年生。軟弱かつ衒学的な性格で、しばしば女言葉や難解な観念語を使う。たまたま同級かつ同姓だったため元太郎から一方的に親友扱いされるが、そのことを迷惑がって逃げ回る。
佐藤平作
夕陽ヶ丘高校の校長。表向きは尊大な性格だが、妻に頭が上がらない。元太郎から昔の弱みを握られて脅しを受け、泣く泣く元太郎を自校の生徒に迎え入れる。
前尾
夕陽ヶ丘高校の現代国語の教師。現代詩コンクールに入選した詩人でもあり、難解な現代詩の知識で元太郎を凹まそうとする。「ジョパー」「ビエー」など独自の間投詞を多用。

## 単行本
- 秋田書店サンデーコミックス、全6巻（1972年） - 『まことちゃん』第1作も収録。
- 小学館スーパー・ビジュアル・コミックス、全3巻（1995年 - 1996年）

## 備考
- 楳図の談話によると、この物語の設定の原型は惚れ薬の物語『ロマンスの薬あげます』（1961年、金園社）であり、当時「ギャグのサンデー」と言われていた『少年サンデー』から依頼を受けたため、ギャグ漫画にしたものの「自分自身がギャグをかくんだったらただ笑うだけじゃなくて、もう一つ何か入れてみたいなという気があった。それでそういう老人問題プラス・ギャグでかき始めたんです」という[1]。
- 描いている年に死去した元軍人の父は、主人公の元太郎と大変似た感じだったと語っている[1]。